# Sparta in het seizoen 1967/68
Het seizoen 1967/1968 was het 14e jaar in het bestaan van de Rotterdamse betaaldvoetbalclub Sparta. De club kwam uit in de Eredivisie en eindigde daarin op de vijfde plaats. Tevens deed de club mee aan het toernooi om de KNVB Beker, hierin werd in de kwartfinale verloren van Go Ahead (1–2).

## Wedstrijdstatistieken

### Eredivisie
|       | ADO   | Ajax  | DOS   | DWS   | Feijenoord | Fortuna '54 | Go Ahead | GVAV  | MVV   | NAC   | N.E.C. | PSV   | Sittardia | Telstar | FC Twente '65 | Volendam | Xerxes/DHC '66 |
| ----- | ----- | ----- | ----- | ----- | ---------- | ----------- | -------- | ----- | ----- | ----- | ------ | ----- | --------- | ------- | ------------- | -------- | -------------- |
| Thuis | 1 – 4 | 1 – 0 | 3 – 0 | 4 – 1 | 1 – 1      | 1 – 1       | 1 – 1    | 4 – 0 | 2 – 0 | 2 – 1 | 1 – 0  | 3 – 0 | 5 – 0     | 1 – 1   | 0 – 0         | 1 – 1    | 3 – 0          |
| Uit   | 2 – 0 | 3 – 0 | 1 – 1 | 1 – 0 | 3 – 1      | 1 – 0       | 0 – 0    | 0 – 1 | 0 – 0 | 1 – 0 | 3 – 1  | 1 – 5 | 0 – 3     | 1 – 3   | 2 – 0         | 2 – 3    | 1 – 1          |

### KNVB Beker
| Groepsfase                                          | Sparta                                                       | 4 – 0 (3 – 0) | SVV                                       |
| 31 december 1967 Plaats: Rotterdam Het Kasteel      | Jan van der Veen 15', 58' Henk Bosveld 26' Nol Heijerman 31' |               |                                           |
| Groepsfase                                          | FC Den Bosch '67                                             | 0 – 3 (0 – 2) | Sparta                                    |
| 24 februari 1968 Plaats: 's-Hertogenbosch De Vliert |                                                              |               | 26', 57' Lambert Verdonk 36' Henk Bosveld |
| Groepsfase                                          | Sparta                                                       | 3 – 1 (2 – 0) | Hermes DVS                                |
| 24 maart 1968 Plaats: Rotterdam Het Kasteel         | Miel Pijs 28' Ole Madsen 45' Henk Bosveld 60' (pen.)         |               | 61' Ger Bakkes                            |
| 2e ronde                                            | Sparta                                                       | 2 – 0 (1 – 0) | Volendam                                  |
| 28 april 1968 Plaats: Rotterdam Het Kasteel         | Ole Madsen 13' Henk Bosveld 69' (pen.)                       |               |                                           |
| Kwartfinale                                         | Sparta                                                       | 1 – 2 (1 – 0) | Go Ahead                                  |
| 9 mei 1968 Plaats: Rotterdam Het Kasteel            | Jan van der Veen 28'                                         |               | 77' Koos Knoef 78' Wietse Veenstra        |

### Intertoto Cup
| Groepsfase                                         | Sparta                                             | 4 – 0 (3 – 0)    | KSV Waregem                                          |
| 3 juni 1967 Plaats: Rotterdam Het Kasteel          | Henk Bosveld 6' Ben Bosma 22' Ad Vermolen 30', 54' | Wedstrijdverslag |                                                      |
| Groepsfase                                         | KSV Waregem                                        | 2 – 0 (0 – 0)    | Sparta                                               |
| 11 juni 1967 Plaats: Waregem Regenboogstadion      | Pierre Vandevelde 49' József Frivaldi 74' (pen.)   | Wedstrijdverslag |                                                      |
| Groepsfase                                         | Sparta                                             | 0 – 1 (0 – 1)    | Girondins de Bordeaux                                |
| 17 juni 1967 Plaats: Rotterdam Het Kasteel         |                                                    | Wedstrijdverslag | 22' Gabriel Abossolo                                 |
| Groepsfase                                         | FC Lugano                                          | 2 – 0 (1 – 0)    | Sparta                                               |
| 24 juni 1967 Plaats: Lugano Stadio di Cornaredo    | Flavio Signorelli 34' Otto Luttrop 78'             | Wedstrijdverslag |                                                      |
| Groepsfase                                         | Girondins de Bordeaux                              | 1 – 4 (0 – 3)    | Sparta                                               |
| 1 juli 1967 Plaats: Bordeaux Stade du Parc Lescure | Karounga Keïta 55'                                 | Wedstrijdverslag | 10' Ad Vermolen 20', 83' Henk Bosveld 41' Ole Madsen |
| Groepsfase                                         | Sparta                                             | 1 – 0 (1 – 0)    | FC Lugano                                            |
| 8 juli 1967 Plaats: Rotterdam Het Kasteel          | Henk Bosveld 3'                                    | Wedstrijdverslag |                                                      |

## Statistieken Sparta 1967/1968

### Eindstand Sparta in de Nederlandse Eredivisie 1967 / 1968
| Stand | Gespeeld | Gewonnen | Gelijk | Verloren | Punten | Doelpunten voor | Doelpunten tegen |
| ----- | -------- | -------- | ------ | -------- | ------ | --------------- | ---------------- |
| 5e    | 34       | 15       | 10     | 9        | 40     | 53              | 33               |

### Topscorers
| #                 | Naam             | Goal |
| ----------------- | ---------------- | ---- |
| 1.                | Nol Heijerman    | 19   |
| 2.                | Henk Bosveld     | 12   |
| 3.                | Ole Madsen       | 10   |
| 4.                | Lambert Verdonk  | 7    |
| 5.                | Hans Eijkenbroek | 2    |
| 6.                | Ton Kemper       | 1    |
| 6.                | Ad Vermolen      | 1    |
| Onbekend doelpunt |                  |      |
| –                 | Onbekend         | 1    |
| Totaal            | Totaal           | 53   |

| #      | Naam             | Goal |
| ------ | ---------------- | ---- |
| 1.     | Henk Bosveld     | 4    |
| 2.     | Jan van der Veen | 3    |
| 3.     | Ole Madsen       | 2    |
| 3.     | Lambert Verdonk  | 2    |
| 5.     | Nol Heijerman    | 1    |
| 5.     | Miel Pijs        | 1    |
| Totaal | Totaal           | 13   |

| #      | Naam         | Goal |
| ------ | ------------ | ---- |
| 1.     | Henk Bosveld | 4    |
| 2.     | Ad Vermolen  | 3    |
| 3.     | Ben Bosma    | 1    |
| 3.     | Ole Madsen   | 1    |
| Totaal | Totaal       | 9    |

## Voetnoten
ADO ·
Ajax ·
DOS ·
DWS ·
Feijenoord ·
Fortuna '54 ·
Go Ahead ·
GVAV ·
MVV ·
NAC ·
N.E.C. ·
PSV ·
Sittardia ·
Sparta ·
Telstar ·
FC Twente '65 ·
Volendam ·
Xerxes/DHC '66